# Fahnehielmare

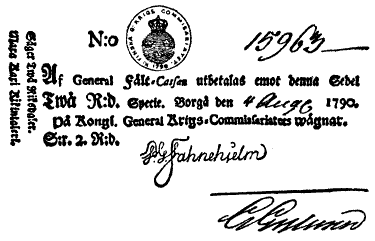
Fahnehielmare

Fahnehielmare var ett slags polletter eller anvisningar som under ryska kriget 1788–1790 av finska fältkommissariatet utfärdades i Borgå till inlösen av fältkassan och i rörelsen utsläpptes till ett belopp av ca 1,3 miljoner riksdaler, i 12 olika valörer från 2 riksdaler specie till 8 skilling specie. 
Denna utväg att hjälpa hären ur penningnöd uppfanns av krigskommissarien Per Georg Fahnehielm (1735–1816), med vars namnunderskrift detta slags sedlar var försedda och efter vilken de sedan benämndes. Vid krigets slut var många av dessa förbindelser förkomna, och staten gjorde därigenom en inte obetydlig vinst, då de, enligt beslut av stats- och krigskostnadsdeputationen vid riksdagen 1792, skulle inlösas och indragas. 
Den bristfälliga kontrollen vid deras utgivande hade emellertid föranlett flera förfalskningar, vilka gjorde det svårt att urskilja vilka anvisningar som var äkta. Det var dessa förfalskningar som gav anledning till rättegången mot greve Adolf Fredrik Munck.